# Karl Ekman (jurist)
Karl Johan Ekman, född 11 april 1863 i Jönköping, död 18 januari 1950 i Vårdinge i Stockholms län, var en svensk ämbetsman och riksdagsman, i litteraturen ofta benämnd K.J. Ekman.

## Biografi
Ekman blev student vid Lunds universitet 1882 och efter avlagd hovrättsexamen där 1887 blev han vice häradshövding 1890 och assessor i Göta hovrätt 1898 samt var hovrättsråd 1910–1930 (ordförande på division sedan 1914). 
Ekman var en utpräglad högerpolitiker och tillhörde riksdagen 1908–1933 där han var ledamot för Jönköpings läns valkrets i första kammaren och därunder ledamot av konstitutionsutskottet från 1918. 
Ekman var sedan 1915 ledamot av kyrkomötet och därunder ledamot av kyrkolagutskottet och motionerade bland annat om en ny koralbok (1915, 1918), revision av psalmboken (1918, 1920) och kristendomsundervisningen i folkskolan (1920). 
Som sakkunnig var Ekman ofta anlitad, exempelvis vid beredning av regeringsförslagen i den kommunala rösträttsfrågan till riksdagen 1907, vid beredning av frågorna om lönereglering för prästerskapet, ecklesiastik boställsordning samt utarrendering av ecklesiastika boställen (1909–1919; ordförande sedan 1917), i "klockarfrågan" 1912, i frågan om kyrkofullmäktige och om folkskolans överflyttande från den kyrkliga till den borgerliga kommunen 1919–1922 (ordförande sedan 1921). 
Ekman var ledamot av Svenska kyrkans diakonistyrelse (1910; vice ordförande sedan 1916) och ledamot av Musikaliska akademien (1919). Han blev riddare av Nordstjärneorden 1909, kommendör av andra klassen av samma orden och kommendör av första klassen 1931..

## Familj
Karl Ekman var son till C.O. Ekman och Sofia Ekman, född Meurling. Han gifte sig 1897 med Ellen Stjernspetz (1871–1951), dotter till häradshövding Gustav Stjernspetz och Agnes Stjernspetz, född Blidberg. Makarna Ekman är begravda på Danderyds kyrkogård.

## Riksdagsmotioner (urval)
- Om revision av kyrkolagen (1908, 1911)
- Rätt till fritt utträde ur statskyrkan (1909)
- Åtgärder till nykterhetens befrämjande (1908, 1909, 1911, 1914, 1916, 1917)
- Stockholms avskiljande till eget biskopsstift (1914, 1915)
- Prästerskapets löneförmåner (1914, 1918 urtima, 1920)
- Anslag till soldatmissionen (1915, 1916)
- Frågor rörande äktenskapslagstiftning (1915)
- Införande av kyrkofullmäktige (1917, 1918 urtima)
- Villkor för kommunal rösträtt (1918 urtima)
- Ändring i Första kammarens sammansättning (1920)
- Begränsning av motionsrätten (1921)
- Reglering av statsbidraget till vissa folkskollärare (1923)
- Sveriges konsulära representation på Åland (1923)